# 放生津八幡宮
放生津八幡宮（ほうじょうづはちまんぐう）は、富山県射水市八幡町に所在する神社。旧社格は県社。祭神は応神天皇。相殿に仁徳天皇を祭る。

## 概要
創始は天平18年（746年）と伝え、越中守大伴家持が宇佐神宮から勧請したと伝える。弘化2年（1845年）の大火で焼失。現在の社殿は大坂城西丸の修復に当たった高瀬輔太郎（たかせ すけたろう）が棟梁となり、井波出身の宮大工、松井角平の設計により、文久3年（1863年）に再建。特殊神事として、9月30日の魂迎え式に始まり、10月1日から3日にかけて行われる例大祭（放生津曳山祭）で、放生津の地名の由来となった放生会、国の重要無形民俗文化財である曳山神事、築山神事が行われる。神宮寺は境内北側にあった曼陀羅寺と推定されている（文明年間の開山。浄土宗。射水市立町へ移転）。現在の社家は大伴氏であり、寛政9年に大伴文左衛門が神主の免状を受けている。

## 祭神
応神天皇、若宮八幡を合祀。

## 歴史
創始は天平18年（746年）に越中守大伴家持が宇佐神宮から勧請したと伝えれるが、同じ宇佐神宮から勧請された石清水八幡宮と放生津湊が貢納関係にあり、その荘所（役所）の役割を担っていたと考えられている。
鎌倉時代は越中守護の名越北条氏が神領地を寄進されるなどの保護を受け、天正年間には守護代の神保氏が再興した。町の惣社としての地位は鎌倉時代に同地が守護所所在地となってからと考えられる。明治時代までは奈呉八幡宮（奈呉八幡社）と呼ばれており、明治42年（1909年）に放生津八幡宮に改称した。
令和7年（2025年）、本殿の設計図を収めた額の裏から古文書約50通が発見され、本殿の当初の設計者が松井角平とみられることが判明した。

## 曳山・築山行事と放生会
毎年10月1日には曳山神事、10月2日の例大祭には、境内にて古代信仰の形態である築山神事が行なわれる（放生津曳山祭）。放生津の曳山はこの築山神事を移動できるように発展させたものと考えられており、築山の起源はよくわかっていないが、江戸時代初期より行なわれていたことが1721年（享保6年）の「東八幡宮記録」や「築山古老伝記」に記録されている。また2014年（平成26年）9月には社務所で江戸時代中期の1764年（明和元年）の築山に使用された約2 mの表具を施した祝詞の巻物が発見された。88行に渡り祝詞が記されている。なおこの行事は1982年（昭和57年）1月18日に富山県の無形民俗文化財に指定されている。また2006年（平成18年）には、「とやまの文化財百選（とやまの祭り百選部門）」に選定されている。その後2021年（令和3年）3月11日には、曳山・築山行事をあわせて「放生津八幡宮祭の曳山・築山行事」として、国の重要無形民俗文化財に指定された。
9月30日夕方境内の高い松の木に神霊を海よりお迎えする魂迎式（御魂祭）が行われる。10月2日の例大祭には境内の高い松の木の西面に、幅7.2 m、奥行3.6 m、高さ2.7 m上下2段の雛壇様式の臨時の築山（祭壇）を設け、下段の四隅には、それぞれ面をつけた仏門守護の四天王、持国天（）・増長天（）・広目天（）・多聞天（）を配し、上段中央には唐破風屋根の神殿の上に鬼女（狂女）の面に白髪を振り乱し、金襴の内掛けをはおり、御幣を取付けた長い竹竿を持った主神である姥神（オンババともいわれる）を祀る。また毎年「飾人形」といわれる越中にゆかりのある人物人形も飾られ、神霊を松の木より築山に迎え入れ神事が行われる。また社殿ではこの地区の地名の由来となった放生会が行われる。なお築山行事が終わると姥神が暴れるとされる言い伝えにより、築山は大急ぎで解体される。放生会は2007年（平成19年）に、「とやまの文化財百選（とやまの年中行事百選部門）」に選定されている。また、10月1日の神輿渡幸祭では獅子頭や太鼓、横笛、狂言師などが登場する。
この築山行事は能登にある石動山（せきどうざん又はいするぎやま）の伊須流岐比古（いするぎひこ）神社でも行なわれていたが明治期に廃絶、富山県内でもここ放生津八幡宮と、明治期に休止となり1956年（昭和31年）より復活し富山県の無形民俗文化財に指定されている高岡市の二上射水神社で行われているだけであり、全国的にも珍しい行事である。なお3か所の主神の見た目から、放生津の「足なし」、二上山の「手なし」、石動山の「口なし」と云われてきた。
なお、国の重要無形民俗文化財指定を受け、放生津八幡宮境内に高さと幅が約2 m、奥行きが約1 mで、下部は築山の祭壇、上部には曳山の車輪をかたどった記念の石碑が建てられた。

## 境内
社殿は文久3年（1863年）、棟梁高瀬祐太郎の造営。
安政4年（1857年）左大臣近衛忠煕の神号染筆による扁額が奉納され一の鳥居にかかる。
大伴家持の歌碑、顕彰碑、松尾芭蕉の句碑、瀬織津姫を納める建屋がある。
放生津八幡宮に築山と称する飾り山がある。秋季例大祭に境内に飾られるのもので古典的な民族文化を伝える珍しい神事として注目されている。

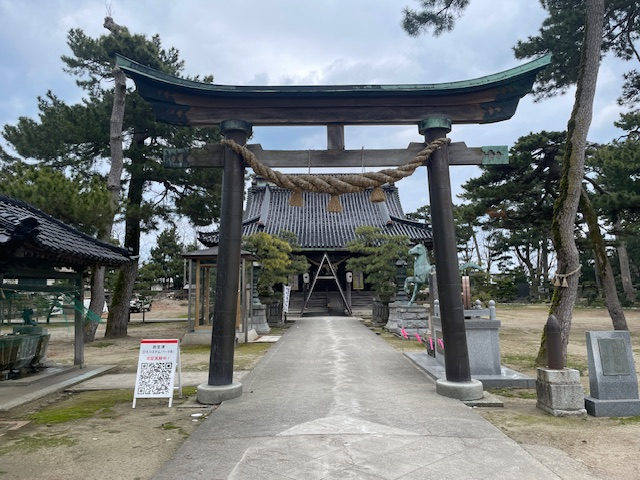
拝殿
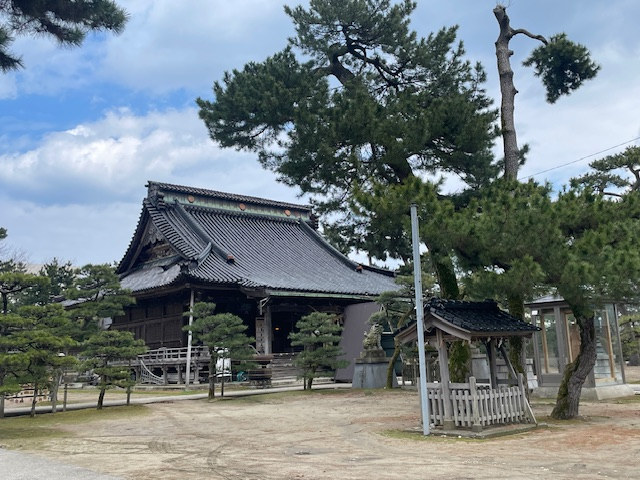
拝殿
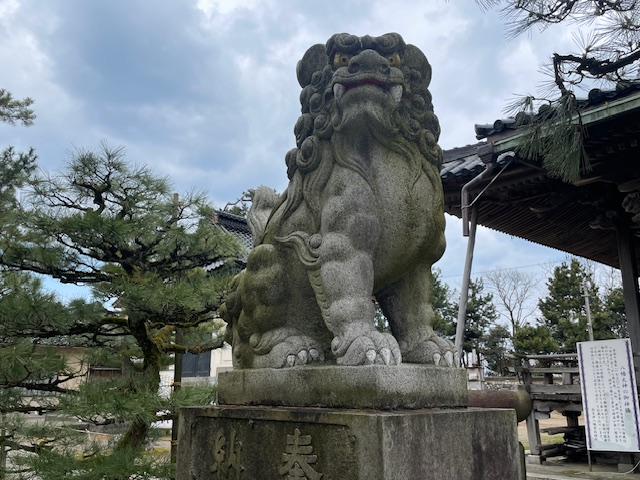
狛犬
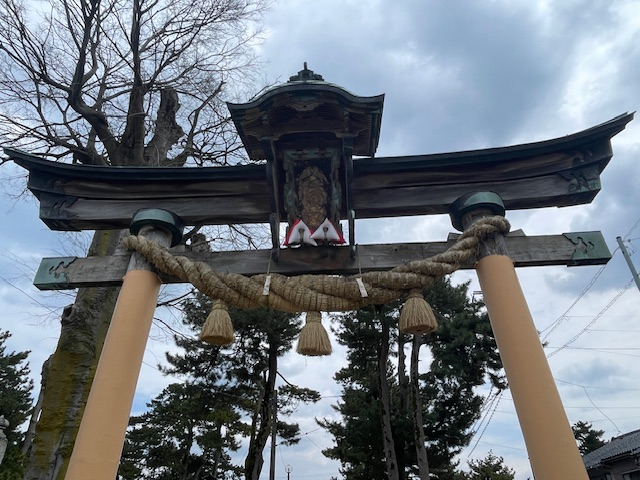
一の鳥居
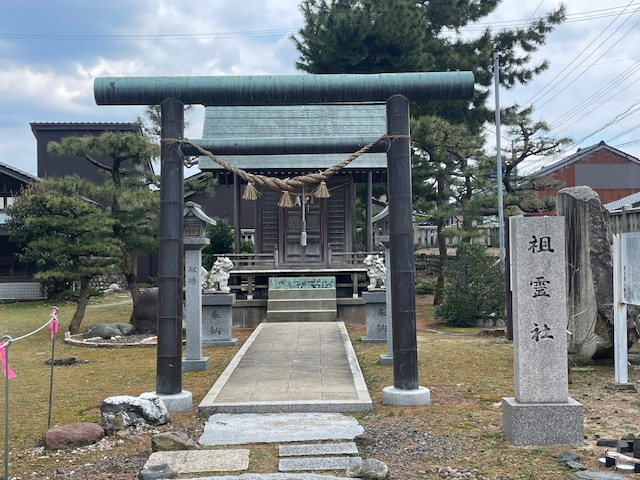
祖霊社

## 文化財
- 築山行事：富山県指定無形民俗文化財